# رود یو (ویچگدا)
رود یو (انگلیسی: Yu) یک رودخانه در جمهوری کومی کشور روسیه است.